# 伊号第二十八潜水艦
伊号第二十八潜水艦（いごうだいにじゅうはちせんすいかん、旧字体：伊號第二十八潜水艦）は、大日本帝国海軍の伊十五型潜水艦（巡潜乙型）の9番艦。
当初は伊号第三十一潜水艦と命名されていたが、1941年（昭和16年）11月1日に伊号第二十八潜水艦と改名されている。

## 艦歴
1939年（昭和14年）の第四次海軍補充計画（④計画）により計画され、1939年9月25日に三菱重工業神戸造船所で起工。1940年（昭和15年）12月17日に進水、1942年（昭和17年）2月6日に竣工した。竣工と同時に呉鎮守府籍となり、第六艦隊直卒となる。
24日、竣工した伊27と共に第14潜水隊を編成。
3月10日、第14潜水隊は第8潜水戦隊所属となる。
4月15日、伊28は呉を出港。18日、ドーリットル空襲が起こったため米機動部隊の捜索を行うが、見つけることはできなかった。24日、トラックに到着。30日、MO作戦に参加してトラックを出港し、ガダルカナル島南西沖の哨戒線に配備された。5月11日、特殊潜航艇によるシドニー港攻撃に参加するべくトラックに戻るよう命ぜられる。16日0630、ラバウル北北東250浬地点付近で機関が不調であると報告したのを最後に消息不明となる。
アメリカ側記録によると、11日のトラックへの帰還命令を傍受した米軍は、ウルトラ情報により、付近で哨戒中の米潜トートグ(USS Tautog, SS-199)にトラックへ向かう4隻の日本の潜水艦を攻撃するよう命令した。この4隻は伊22、伊24、伊27と伊28であった。17日0534、トートグは情報どおり潜水艦が向かってくるのを確認。最初に来た潜水艦と2番目の潜水艦は取り逃がし、特に0648に2番目の潜水艦に向けて発射した魚雷は、早期爆発を起こしてしまった。3番目に12ノットで浮上航走中の潜水艦が伊28であり、トートグは司令塔に「イ28」と書かれているのがはっきり分かるほど接近し、1101に魚雷2本を発射。うち1本が伊28に命中し航行不能となる。右舷に著しく傾斜する伊28が後部から反撃の魚雷2本を発射してきたと判断したトートグは水深46mの位置に逃れた後、1107に730mの距離でとどめの魚雷を発射。魚雷は伊28の司令塔直下に命中し、伊28は木っ端微塵となった。伊28の破片や乗組員の肉片などがトードクに降り注いだ。その後、トートグは15分間、伊28が沈没する音を聴取。その中で発生した海中での大爆発でトートグの艦体が揺さぶられた。沈没地点の海域では気泡が上がり、海水は茶色がかっていた。これが伊28の最期の瞬間であり、艦長の矢島安雄少佐以下乗員88名全員戦死。沈没地点はトラック南方70km地点付近、北緯06度30分 東経152度00分 / 北緯6.500度 東経152.000度。
6月15日、亡失認定されて除籍された。

## 歴代艦長
※『艦長たちの軍艦史』407頁による。

### 艤装員長
- 矢島安雄 少佐：1941年11月20日 - 1942年2月6日[4]

### 艦長
- 矢島安雄 少佐：1942年2月6日 - 1942年5月17日戦死